# Giraffe radar

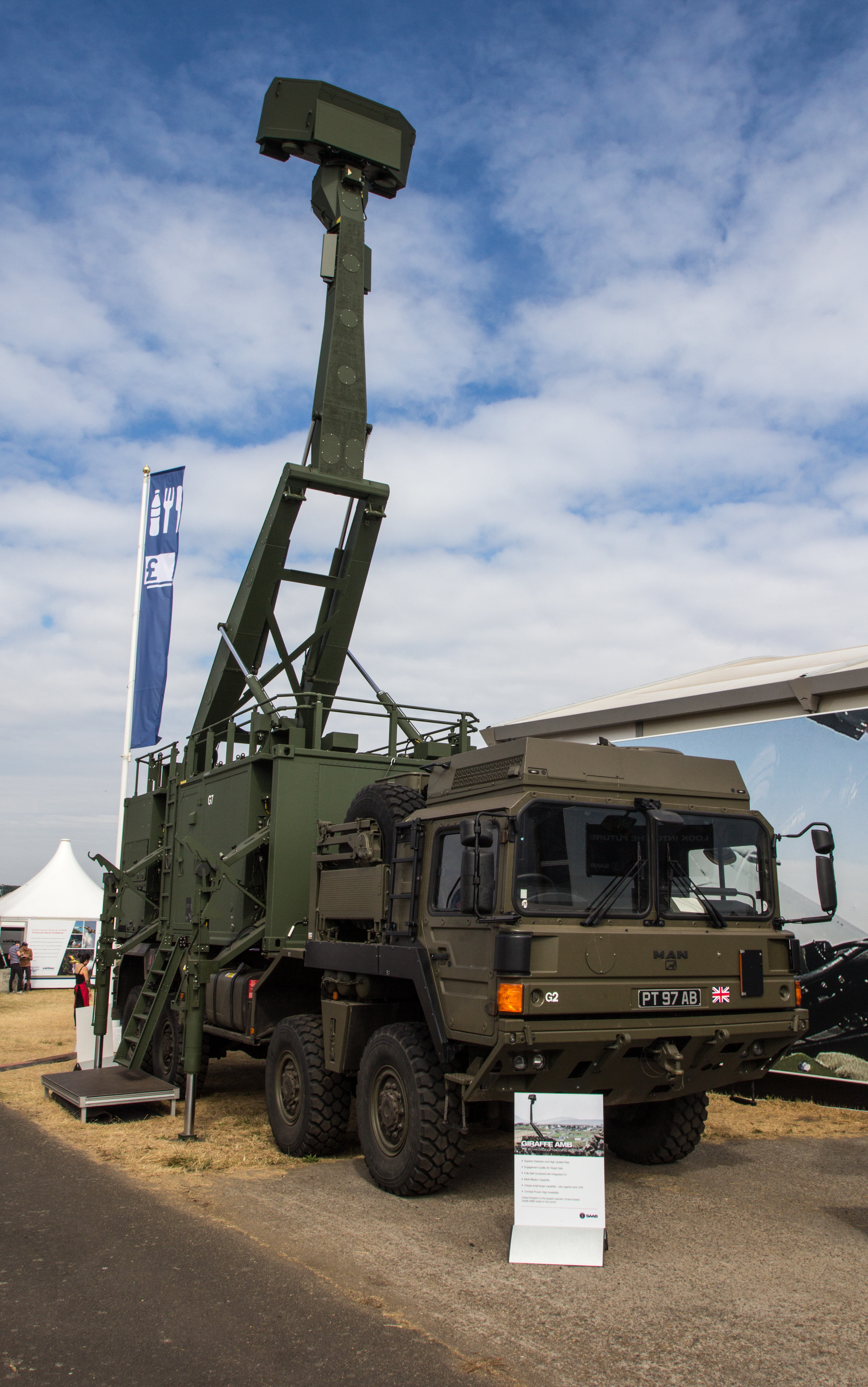
Egy Giraffe AMB radar a „nevét adó” magasba emelhető antennával

A Giraffe (magyarul: zsiráf) egy kis és közepes hatótávolságú légtérellenőrző és légvédelmi radarcsalád, amelyet a svéd SAAB vállalatcsoport fejleszt és gyárt. A típus története az 1970-es évekre nyúlik vissza, amikor is az Ericsson Microwave Systems AB (ma már SAAB AB) bemutatta az árbócon magasra kitolható antennával rendelkező radarjait. Ebből a nagyobb észlelési távolságot lehetővé tevő kialakításból ered a típuscsalád elnevezése: a "Zsiráf". Napjainkban a SAAB a Giraffe radarokat öt változatban kínálja.
A Giraffe 1X radarokat a Magyar Honvédség is tesztelte 2022 novemberében kifejezetten kis méretű drónok (UAS) felderítése céljából, így előfordulhat, hogy a típus Magyarországon is rendszeresítésre kerül a jövőben.

## Alkalmazási lehetőségek
|                                               | Giraffe 1X | ARTHUR | Giraffe AMB | Giraffe 4A | Giraffe 8A |
| --------------------------------------------- | ---------- | ------ | ----------- | ---------- | ---------- |
| Légtérmegfigyelés                             |            |        | ✓           | ✓          | ✓          |
| Légvédelmi feladatkör                         | ✓          |        | ✓           | ✓          | ✓          |
| Tüzérségi fegyverek lokalizlása               |            | ✓      |             | ✓          |            |
| Érzékelés és figyelmeztetés (tüzérségi tűzre) | ✓          | ✓      | ✓           | ✓          |            |
| Több funkciós                                 |            |        | ✓           | ✓          | ✓          |

## Típusváltozatok

### Giraffe 1X
Könnyű, kis hatótávolságú 3D radar, amely képes tüzérségi lövedékek és kis méretű drónok (UAS) észlelésére is. A radar teljes tömege nem éri el a 150 kilogrammot, így akár civil kisteherautó alvázra is telepíthető, alkalmazható. Az 1X radar egy 360 fokban körbeforgó AESA radarantennával rendelkezik, amely X hullámsávban működik. A Giraffe ELSS (Ehanced Low, Slow and Small - Kibővített Alacsony, Lassú és Kicsi) funkció érzékeli és nyomon követi a legkisebb drónokat (UAS/UAV) is, még a madaraktól is képes megkülönböztetni őket a téves riasztások aránya az abszolút minimumra csökkentve ezáltal. A SAAB megfogalmazása szerint: több mint 4 kilométerről képesek észlelni egy "tejes doboznál" nem nehezebb drónt. A Giraffe 1X radar széles körében használható: például a repülőtéri repülési zónák megfigyelésére, a saját erők helyi védelmére akár mozgás közben is, táborok vagy polgári létesítmények védelmére, valamint nagyobb területek drónforgalmának megfigyelésére. A Giraffe 1X radar kis hatótávolságú légvédelmi rendszerek (pl. RBS 70) támogatására kifejezetten ajánlott a gyártó szerint.
Egy Giraffe 1X radar ára nagyjából 2,3 millió amerikai dollár körül van egy 2023-as brit beszerzés alapján.
| Antenna kialakítása                             | AESA                     |
| Hullámsáv                                       | X                        |
| Függőleges látószög (helyszög)                  | 70 fok                   |
| Vízszintes látószög (oldalszög)                 | 360 fok vagy szektorális |
| Antenna forgási sebessége (frissítési sebesség) | 60 fordulat / másodperc  |
| Max. hatótávolság (műszeres maximum)            | 75 km                    |
| Vadászrepülőgép méretű cél érzékelési távolsága | >25 km                   |
| Kis méretű drón (UAS) cél érzékelési távolsága  | >4 km                    |
| Követhető légi célpontok száma                  | >100                     |

### ARTHUR
A Giraffe radarcsalád kifejezetten tüzérségi feladatkörre optimalizált változata, a neve is erre utal: ARTillery HUnting Radar vagyis "Tüzérségre Vadászó Radar". A rendszer feladata, hogy az ellenséges tüzérség lövedékeit bemérje és az alapján meghatározza azok kiindulási helyét mielőbbi válaszcsapás érdekében.

### Giraffe AMB

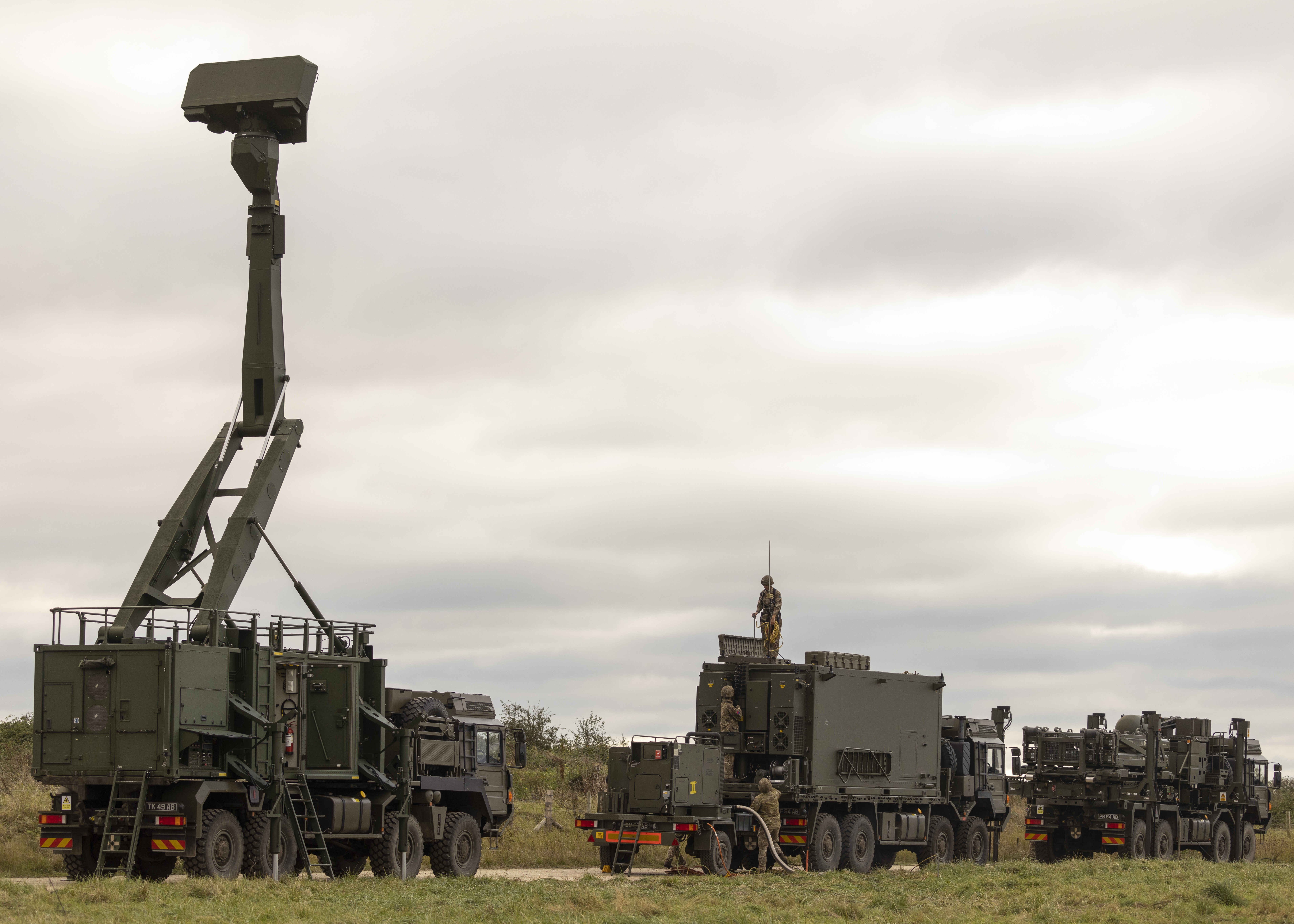
A brit hadsereg Sky Sabre légvédelmi rendszere

Közepes hatótávolságú 3D radar, amely képes tüzérségi lövedékek és kis méretű drónok (UAS) észlelésére és követésére is. Az AMB radar egy 360 fokban körbeforgó AESA radarantennával rendelkezik, amelyet 12 méter magasba képes felemelni, javítva a felderítőképességét. Az egész radarberendezés egy szabványos konténerben kapott helyet, amelyet egy 6x6 kerékképletű teherautó hordozhat. Működtethető a járműről is, de a földre is lehet telepíteni a konténert. A brit Sky Sabre légvédelmi rendszer is a Giraffe AMB radart alkalmazza.
| Antenna kialakítása                             | AESA                            |
| Hullámsáv                                       | C (G/H)                         |
| Függőleges látószög (helyszög)                  | 70 fok                          |
| Vízszintes látószög (oldalszög)                 | 360 fok vagy szektorális        |
| Antenna forgási sebessége (frissítési sebesség) | 30 vagy 60 fordulat / másodperc |
| Max. hatótávolság (műszeres maximum)            | 100 km                          |
| Vadászrepülőgép méretű cél érzékelési távolsága | n.a.                            |
| Kis méretű drón (UAS) cél érzékelési távolsága  | n.a.                            |
| Követhető légi célpontok száma                  | >200                            |

### Giraffe 4A
Nagy hatótávolságú 3D radar, amely képes tüzérségi lövedékek és kis méretű drónok (UAS) észlelésére és követésére is. A 4A radar egy 360 fokban körbeforgó AESA radarantennával rendelkezik. Az egész radarberendezés egy szabványos konténerben kapott helyet, amelyet egy 6x6 kerékképletű teherautó hordozhat. Működtethető a járműről is, de a földre is le lehet telepíteni a konténert.
| Antenna kialakítása                             | AESA                            |
| Hullámsáv                                       | S (E/F)                         |
| Függőleges látószög (helyszög)                  | 70 fok                          |
| Vízszintes látószög (oldalszög)                 | 360 fok vagy szektorális        |
| Antenna forgási sebessége (frissítési sebesség) | 30 vagy 60 fordulat / másodperc |
| Max. hatótávolság (műszeres maximum)            | >280 km                         |
| Vadászrepülőgép méretű cél érzékelési távolsága | >100 km                         |
| Kis méretű drón (UAS) cél érzékelési távolsága  | n.a.                            |
| Követhető légi célpontok száma                  | >200                            |

### Giraffe 8A
Nagy hatótávolságú 3D radar, amely képes kis és közepes hatótávolságú ballisztikus rakéták és kis méretű drónok (UAS) észlelésére és követésére is. A 8A radar egy 360 fokban körbeforgó AESA radarantennával rendelkezik. Az egész radarberendezés egy szabványos konténerben kapott helyet, amelyet egy 8x8 kerékképletű teherautó hordozhat. Működtethető a járműről is, de a földre is le lehet telepíteni a konténert. A Giraffe 8A radar még fejlesztés alatt áll.
| Antenna kialakítása                             | AESA                     |
| Hullámsáv                                       | S (E/F)                  |
| Függőleges látószög (helyszög)                  | >65 fok                  |
| Vízszintes látószög (oldalszög)                 | 360 fok vagy szektorális |
| Antenna forgási sebessége (frissítési sebesség) | 24 fordulat / másodperc  |
| Max. hatótávolság (műszeres maximum)            | >470 km                  |
| Vadászrepülőgép méretű cél érzékelési távolsága | >200 km                  |
| Kis méretű drón (UAS) cél érzékelési távolsága  | n.a.                     |
| Követhető légi célpontok száma                  | >1000                    |
| Követhető ballisztikus rakéták száma            | >100                     |